# Saint-Anicet
Saint-Anicet es un municipio de parroquia de la provincia de Quebec en Canadá. Es una de las ciudades pertenecientes al municipio regional de condado de Le Haut-Saint-Laurent y, a su vez, a la región de Vallée-du-Haut-Saint-Laurent en Montérégie.

## Geografía

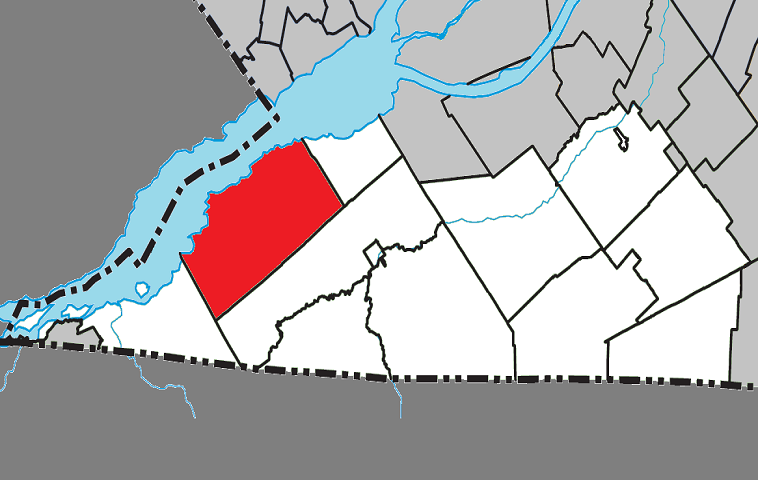
Ubicación de Saint-Anicet en Haut-Saint-Laurent

El territorio de Saint-Anicet se encuentra ubicado por la orilla sur del río San Lorenzo y del lago Saint-François, entre los municipios de Sainte-Barbe al noreste, Godmanchester al este, Dundee al suroeste, y en otre orilla del lago Saint-François al noroeste, Rivière-Beaudette en Vaudreuil-Soulanges así como South Glengarry en la provincia vicina de Ontario. Tiene una superficie total de 179,52 km² cuyos 135,16 son tierra firme.

## Historia

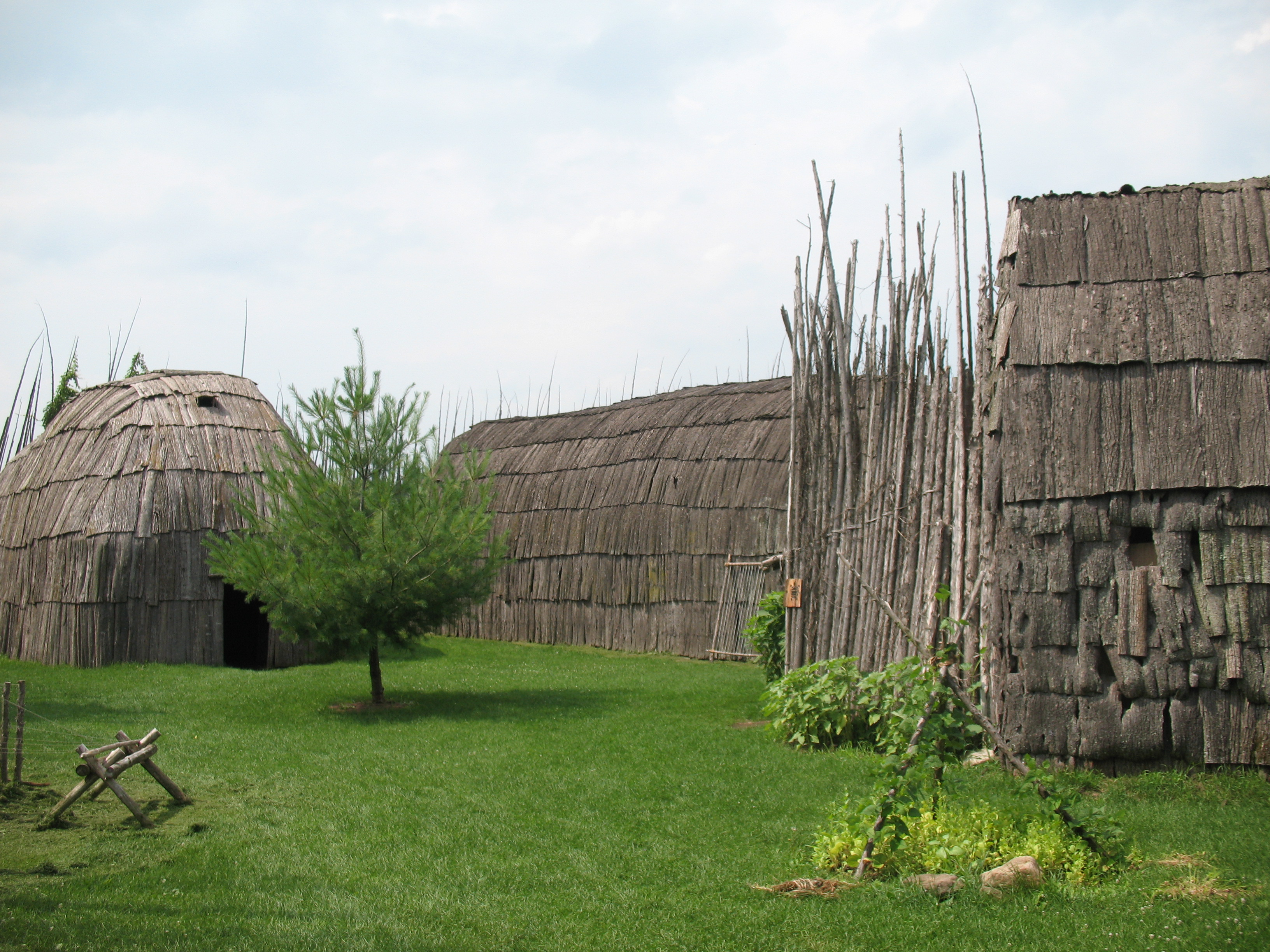
Sitio arqueológico Droulers-Tsiionhiakwatha en Saint-Anicet

Al sur del pueblo de Saint-Anicet está Droulers-Tsiionhiakwatha, que es más grande sitio arqueológico relativo a los Iroquoiens del San Lorenzo en Canadá. Hacia 1450, aproximadamente 500 Iroquoiens del San Lorenzo vivían en un pueblo sobre una colina por el río La Guerre. El sitio tiene más de 7 millones de artefactos.

## Política
Está incluso en el MRC de Le Haut-Saint-Laurent. El consejo municipal está compuesto por 6 consejeros según distritos. El alcalde actual (2015) es Alain Castagner, también prefecto de Haut-Saint-Laurent.
|            | 2009-2013                   | 2013-2017         |
| Alcalde    | Alain Castagner (2009-2013) | Alain Castagner   |
| Distrito 1 | Ginette Gaza                | Marius Trépanier  |
| Distrito 2 | Victoria Keays Irving       | Jean Roblain      |
| Distrito 3 | Heather L'Heureux           | Heather L'Heureux |
| Distrito 4 | André Picard                | André Picard      |
| Distrito 5 | Denise St-Germain           | Johanne Leduc     |
| Distrito 6 | Marcel Legault              | Alain Fournier    |

Saint-Anicet forma parte de las circunscripciones electorales de Huntingdon a nivel provincial y de Beauharnois−Salaberry a nivel federal.

## Demografía
Según el censo de Canadá de 2011, había 2523 personas residiendo en esta ciudad con una densidad de población de 18,7 hab./km². Los datos del censo mostraron que de las 2717 personas censadas en 2006, en 2011 hubo un diminución de 194 habitantes (7,1 %). El número total de inmuebles particulares resultó de 1965. El número total de viviendas particulares que se encontraban ocupadas por residentes habituales fue de 1136, la mayor parte de las otras siendo residencias secundarias.